# Gymnosporia oxycarpa
Gymnosporia oxycarpa là một loài thực vật có hoa trong họ Dây gối. Loài này được (N.Robson) Jordaan mô tả khoa học đầu tiên năm 2002.